# 238P/Read
238P/Read — объект группы комет главного пояса. Открыт в 2005 году. Диаметр ядра составляет около 600 метров. Частички пыли в хвосте размером около 10—100 мкм, что примерно в 10 раз больше, чем у кометы главного пояса (7968) Эльст — Писарро.
При открытии в 2005 году был активным и образовывал кому и хвост из газа и пыли. Спустя два года кометная активность прекратилась. В 2010 году вновь образовал газовый хвост.